# Magnus Stenbock
Magnus Gustafsson Stenbock (Stoccolma, 22 maggio 1665 – Copenaghen, 23 febbraio 1717) fu un feldmaresciallo svedese ai tempi della Grande guerra del Nord.
Era figlio del conte Gustaf Otto Stenbock (1614 – 1685), militare e uomo politico, e di Cristina Caterina De la Gardie  (1632 – 1704).

## Biografia
Il conte Stenbock studiò all'Università di Uppsala ed alla Sorbona di Parigi prima di intraprendere la carriera militare e prestare servizio per qualche tempo nelle Province Unite.
Dopo il suo rientro in Svezia divenne Maggiore dell'Esercito e prestò servizio per il suo paese nei Paesi Bassi e sul Reno. Nel corso della Guerra della Grande Alleanza combatté a Fleurus (1º luglio 1690) distinguendosi per coraggio e bravura. In quella stessa guerra ebbe incarichi non solo militari ma anche diplomatici.
Il 26 dicembre 1690 sposò a Stoccolma Eva Maddalena Oxenstierna, figlia del conte Bengt Gabrielsson Oxenstierna e di Maddalena Eriksdotter Stenbock.
Subito dopo condusse in combattimento come colonnello il suo reggimento nella battaglia di Narva e si distinse a Dünamünde, nella battaglia di Klissow (9 luglio 1702) ed in quella presso Cracovia.
Nel 1703 risultò vincitore nella battaglia di Pułtusk e tre anni dopo divenne, da generale di fanteria, governatore della Scania, che egli difese nella battaglia di Helsingborg (10 marzo 1710) contro i danesi.
Dopo alcuni anni come Cancelliere dell'Università di Lund divenne nel 1712 feldmaresciallo e marciò con 9.000 soldati verso il Meclemburgo per difendere gli interessi svedesi sul continente, soprattutto nella Pomerania svedese, in particolare per proteggere la testa di ponte di Stralsund.
Nel dicembre del 1712 (dal 9 al 20) vinse la battaglia di Gadebusch e si spostò quindi su Altona, che l'8 ed il 9 gennaio 1713 fece incendiare come rappresaglia per l'attacco danese alla ex città svedese di Stade.
Attestato nella fortezza di Tönning  (Holstein-Gottorp) con 11.000 soldati, Magnus fu sopraffatto da un esercito numericamente assai superiore composto da truppe danesi, russe e sassoni e capitolò il 16 maggio 1713 dopo tre mesi di assedio. Fu catturato ed internato in Copenaghen.

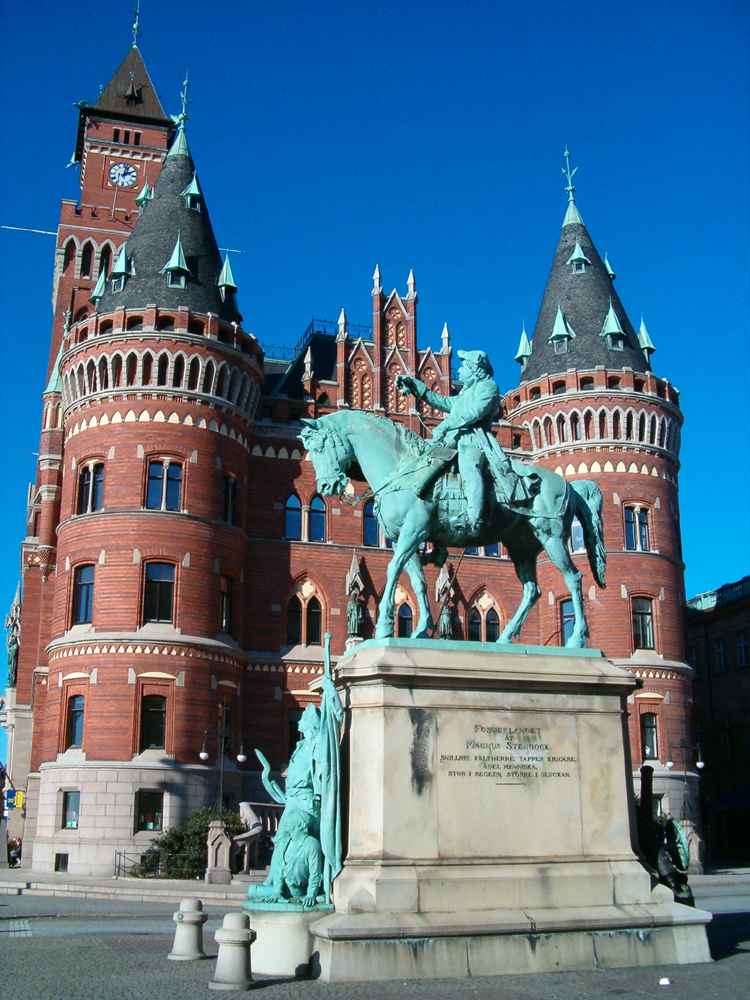
Monumento a Magnus Stenbocks in Helsingborg

Finì in prigionia la sua vita e venne successivamente sepolto nella Cattedrale di Uppsala. Nel 1901 gli venne eretto un monumento equestre a Helsingborg.

## Magnus artista

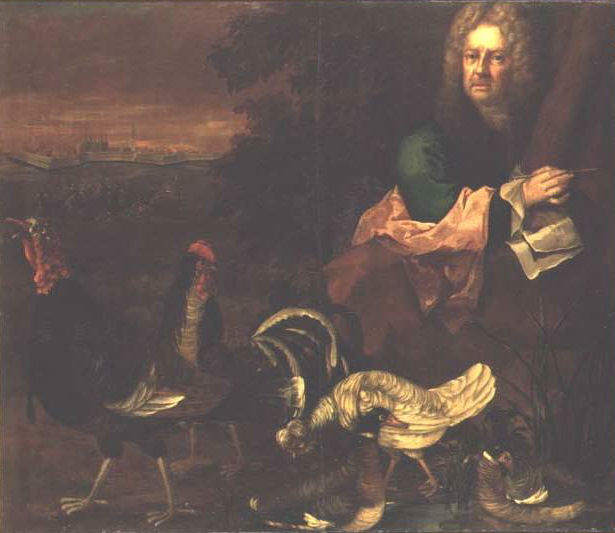
Autoritratto di Magnus Stenbock: dipinto durante la reclusione nella fortezza danese. Castello di Rosenborg, Copenaghen

Negli anni del suo internamento a Copenaghen Magnus si impegnò nella pittura e nella scultura, compiendo anche in quei campi pregevoli opere.
Egli scolpì dalla zanna di un nàrvalo una straordinaria collana in miniatura, la cui realizzazione non è ancor oggi completamente spiegata: le piccole maglie della collana non presentano al microscopio alcuna giuntura. Il gioiello, lungo 96 centimetri e pesante 17,5 grammi,  consiste in 4802 piccoli anelli,  parte dei quali misurano solo 3 × 0,25 millimetri.
Ricerche hanno rintracciato altri, più piccoli gioielli di simile fattura, in diversi Musei e raccolte, la cui realizzazione è stata invece ormai pienamente compresa.